# Noen (letter)
De noen is de veertiende letter uit het Hebreeuws alfabet. De letter wordt uitgesproken als de letter n, zoals in de Hebreeuwse naam Noach: נח (Hebreeuws wordt van rechts naar links geschreven). Aan het eind van het woord krijgt de letter een andere schrijfwijze die de noen sofiet wordt genoemd.
De letters van het Hebreeuws worden ook gebruikt als cijfers. De noen is de Hebreeuwse vijftig, de noen sofiet is echter een ander cijfer, namelijk zevenhonderd.
א · ב · ג · ד · ה · ו · ז · ח · ט · י · כ · (ך) · ל · מ · (ם) · נ · (ן) · ס · ע · פ · (ף) · צ · (ץ) · ק · ר · ש · ת 

alef · beet · gimel · dalet · hee · waw · zajien · chet · tet · jod · kaf · -sofiet · lamed · mem · -sofiet · noen · -sofiet · samech · ajien · pee · -sofiet · tsaddie · -sofiet · koef · reesj · sjien · tav